# Neomochtherus ganvus
Neomochtherus ganvus là một loài ruồi trong họ Asilidae. Neomochtherus ganvus được Wulp miêu tả năm 1872. Loài này phân bố ở miền Australasia và miền Ấn Độ - Mã Lai.